# Sparta (Michigan)
Sparta é uma vila localizada no estado americano de Michigan, no Condado de Kent.

## Demografia
Segundo o censo americano de 2000, a sua população era de 4159 habitantes.
Em 2006, foi estimada uma população de 4028, um decréscimo de 131 (-3.1%).

## Geografia
De acordo com o United States Census Bureau tem uma área de
6,3 km², dos quais 6,3 km² cobertos por terra e 0,0 km² cobertos por água. Sparta localiza-se a aproximadamente 230 m acima do nível do mar.

## Localidades na vizinhança
O diagrama seguinte representa as localidades num raio de 16 km ao redor de Sparta.